# Baloghia bureavii
Baloghia bureavii là một loài thực vật có hoa trong họ Đại kích. Loài này được (Baill.) Schltr. mô tả khoa học đầu tiên năm 1906.